# Looney Tunes: Acme Arsenal
 (septembre 2015).
Si vous disposez d'ouvrages ou d'articles de référence ou si vous connaissez des sites web de qualité traitant du thème abordé ici, merci de compléter l'article en donnant les références utiles à sa vérifiabilité et en les liant à la section « Notes et références ».
Looney Tunes: Acme Arsenal est un jeu vidéo d'action-aventure à la troisième personne développé par Redtribe et publié par Warner Bros. Interactive, sorti en 2007 sur Wii, PlayStation 2 et Xbox 360. Il est basé sur la série de cartoons Looney Tunes.

## Histoire
Le Docteur Frankenbeans a fabriqué des robots avec de grands pouvoirs. Dr. Frankenbeans est prêt à tout pour éliminer les Looney Tunes. Son plan est de détruire les Looney Tunes du passé pour qu'ils n'existent plus dans le présent.

## Personnages
Jouables
- Patrick Guillemin : Daffy Duck
- Gérard Surugue : Bugs Bunny
- Benoît Allemane : Charlie le coq
- Jean-Loup Horwitz : Marvin le Martien
- Gossamer
- Hyde Bugs
- Vil Coyote
- Jim Cummings : Taz

Costumes
Les costumes peuvent être débloqués en collectant des pièces dans les niveaux pour être par la suite achetés dans les caisses.
- Super-Lapin
- Baseball Bugs
- Duck Dodgers
- Super Taz
- Super Marvin
- Super Charlie
- Odile Schmitt : Lola Bunny

Non-jouables
- Patrick Préjean : Sylvestre le chat  dit aussi Grosminet / Sam le pirate
- Bip Bip
- Michel Mella : Porky Pig
- Patricia Legrand : Titi
- Barbara Tissier : Mémé

## Voix originales
- Joe Alaskey : Bugs Bunny, Daffy Duck, Marvin le Martien, Sylvestre
- Bob Bergen : Porky Pig
- Jim Cummings : Taz
- Maurice LaMarche : Charlie le coq, Sam le pirate
- June Foray : Mémé

## Source
- (en) Cet article est partiellement ou en totalité issu de l’article de Wikipédia en anglais intitulé « Looney Tunes: Acme Arsenal » (voir la liste des auteurs).